# Aspilonaxa lineata
Aspilonaxa lineata là một loài bướm đêm trong họ Geometridae.